# Enizemum albiscutellum
Enizemum albiscutellum là một loài tò vò trong họ Ichneumonidae.